# کارل لئو
کارل لئو (زاده ۱۰ ژوئیه ۱۹۶۰ در فرایبورگ، بادن-وورتمبرگ، آلمان) فیزیکدان آلمانی است.

## حرفه
لئو در دانشگاه فرایبورگ فیزیک تحصیل کرد. در سال ۱۹۸۶ او برای دکترا تحت راهنمایی هانس کوئیسر به مؤسسه ماکس پلانک برای تحقیقات حالت جامد در اشتوتگارت پیوست. وی سپس به عنوان همکار تحقیقاتی پسا دکتری در آزمایشگاه‌های بل در هالمدل (نیوجرسی) پیوست.

## دستاوردها
لئو در زمینه اپتیک نیمه رسانا و فیزیک فیلم‌های ارگانیک نازک فعالیت می‌کند. در سال ۱۹۹۲ او نوسانات بلوچ را در یک ابررای نیمه رسانا کشف کرد. کار وی در زمینه نیمه رساناهای آلی منجر به ساخت دیود نورگسیل ارگانیک با بالاترین راندمان انرژی گزارش شده و به سلولهای خورشیدی آلی با بازده بالا شد. در سال ۲۰۰۲ او برنده جایزه لایب نیتس، که معتبرترین جایزه علمی آلمان است شد.

## جوایز
- مدال اتو هان، انجمن ماکس پلانک، ۱۹۸۹
- رودولف-فون بننیگسن-فریدرپیس لندز نوردراین-وستفالن، ۱۹۹۲
- گوتفرید-ویلهلم-لایبنیتس-پریس، بنیاد پژوهش آلمان، ۲۰۰۲
- جایزه آلمانی آینده، ۲۰۱۱